# Kanaat Şəki
Het kanaat Shaki (Perzisch: خانات شکّی, ook wel gespeld als Sheki, Shekin of Shakki) was een van de machtigste  van de Kaukasische kanaten van Afsharidisch Iran, welke tussen 1743 en 1819 bestond in de noordelijke  gebieden van het moderne Azerbeidzjan, met als hoofdstad Shaki. 

## Geschiedenis
Het kanaat werd in 1743 gesticht als gevolg van een opstand onder leiding van Haji Chalabi Khan tegen het Safawidische Rijk.  Het werd beschouwd als een van de machtigste feodale staten in de Kaukasus. De stad Shaki, hoofdstad en grootste nederzetting van het kanaat, werd in 1772 verwoest door overstromingen, wat leidde tot ontvolking van de stad en een trek naar het platteland.  
Vanwege de toenemende spanningen met de Perzische Kadjaren zochten de kans van Shaki vanaf het einde van de 18e eeuw militaire hulp bij het Russische Rijk. Toen Agha Muhammad Khan rond de tijd van zijn herovering van het Georgische koninkrijk Kartli-Kachetië de Iraanse heerschappij over alle voormalige vazallen van de Safawieden en Afshariden in de Kaukasus herstelde,  werd ook het grondgebied van het kanaat Shaki toegevoegd.
In 1805 sloot Mustafa Salim Khan een verdrag met Alexander I van Rusland waardoor het kanaat Shaki in feite een Russische vazalstaat werd, wat later werd bevestigd door het Russisch-Perzische Verdrag van Gulistan in 1813.  In 1819 werd het kanaat Shaki officieel afgeschaft en getransformeerd in een Russische provincie die ondergeschikt is aan het Russische militaire bestuur. In 1840 werd het omgedoopt tot de oejezd Shaki van de Kaspische Oblast. In 1846 werd de provincie opgenomen in het Gouvernement Sjemacha, in 1859 in het Gouvernement Bakoe en in 1868 in het Gouvernement Jelizavetpol.  
Met de oprichting van de Democratische Republiek Azerbeidzjan in mei 1918 maakte Shaki deel uit van de provincie Ganja, en na de verovering door de Sovjet-Unie werd Shaki op 5 mei 1920 opgenomen in de Azerbeidzjaanse Socialistische Sovjetrepubliek SSR 

## Administratieve indeling
Het kanaat werd onderverdeeld in zes mahals, dwz districten, onder leiding van de kan's naibs.  Er waren twee vazallen van de kan: het sultanaat Qutqashen en het sultanaat Arash, welke beide uiteindelijk werden opgenomen en omgezet in districten. De zetel van de kan was in de hoofdstad Shaki, in het paleis van de kans van Shaki, tegenwoordig een van de toeristische attracties in het huidige Azerbeidzjan. Het werd rond 1761 gebouwd door Huseyn Khan, de kleinzoon van Haji Chalabi. Het paleis van de kans van Shaki wordt beschouwd als een van de belangrijkste historische monumenten van Azerbeidzjan. 

## Economie
Landbouw was de basis van de economie van het kanaat. Het kanaat stond bekend om haar zijdeteelt, een cultuur die nog steeds wordt beoefend.  Gelegen op de linkeroever van de rivier de Kish, lag de stad Shaki oorspronkelijk lager op de heuvel. na een verwoestende modderstroom in 1772 werd de stad echter verplaatst naar de huidige locatie. Omdat de nieuwe locatie in de buurt van het dorp Nukha lag, werd de stad ook bekend als Nukha, totdat het in 1960 terugkeerde naar de naam Shaki (Şəki).

## Demografie
De bevolking bestond voornamelijk uit etnische Azerbeidzjanen, samen met Lezgiërs, Avaren, Armeniërs, Oedi en Joodse minderheden. 

## Heersers
- 1743-1755: Haji Chalabi Khan
- 1755-1759: Aghakishi Beg
- 1759-1780: Mohammed Husayn Khan
- 1780-1783: Haji Abdulqadir Khan
- 1783-1795: Muhammad Hasan Khan (eerste keer)
- 1795-1797: Salim Khan (eerste keer)
- 1797-1802: Muhammad Hasan Khan (tweede keer)
- 1805: Fatali Khan (eerste keer)
- 1802-1805: Salim Khan (tweede keer)
- 1806: Fatali Khan (tweede keer)
- 1806-1814: Jafargulu Khan Donboli
- 1814-1819: Ismail Khan Donboli

- Library of Congress Control Number: n2015065800
- Nationale Bibliotheek van Israël: 987007376845305171
- Virtual International Authority File: 241144782713744926067